# Фридхелм Кониецка
Фридхелм „Тимо“ Кониецка (на немски: Friedhelm Konietzka; 2 август 1938 г. в Люнен, Германска империя (1933 – 1945) - 12 март 2012 в Брунен) е германски футболист и футболен треньор, който играе като нападател. Hаричат го „Тимо“ заради приликата му със съветския командир, маршалът на Съветския съюз Семьон Тимошенко.

## Кариера
На 24 август 1963 година е дадено началото на първия сезон на Германската Бундеслига. Историческият първи гол в нея пада едва след 58 секунди игра и е дело на нападателя на Борусия (Дортмунд) „Тимо“ Кониецка при гостуването на Вердер (Бремен) 2:3.
Кониецка вкарва 72 гола в Бундеслигата в едва 100 мача при това без да бие дузпи и фалове. Така той се нарежда на второ място по коефицент след знаменития Герд Мюлер.
Израства в Рурската долина през тежките години на Германия в Люнен. Като тийнейджър е принуден да работи на 700 м. под земята в мина „Виктория“ и тренира в местния „Люнен“. Когато става на 20 години, талантът му е забелязан от Борусия и през 1958 г. се озовава на Вестфален. Треньор в Дортмунд му е легендарния Макс Меркел. Той вкарва още в дебюта си в Оберлигата пи победата над Алемания (Аахен) с 2:1.
Той играе в 110 мача за Борусия, преди да се основе Бундеслигата, като формира смъртоносен тандем с Чарли Шулц в нападение. Те двамата измислят странния начин за биене на дузпа, като изпълнителят Шулц бута леко тапката и след това нахлуващия в наказателното поле Кониецка отбелязва. След това има и други такива изпълнения, едно от които е на Станимир Стоилов и Наско Сираков в „Левски“. През 2016 година Лео Меси и Луис Суарес правят същото на мача срещу „Селта“.
След края на немския си престой в Мюнхен 1860 Кониецка отива в швейцарския „Винтертур“ през 1967, а 4 сезона по-късно подписва и с „ФК Цюрих“. Там става играещ треньор на тима и печели три поредни титли.

## Треньорска кариера
Като старши треньор Кониецка води редица швейцарски и немски клубове. Той постига най-големия си успех с Цюрих, като печели три поредни титли 1974-1976 и три национални купи. Най-големият му успех е обаче полуфиналът за Купата на Европа с екипа на „Цюрих“ през 1977 година, който е загубен от бъдещия шампион „Ливърпул“ с 1:6 (1:3 и 0:3). Начело на "Йънг Бойс", Кониецка достига до финала на Купата на Швейцария два пъти поред през 1979 и 1980 г., а през 1982 г. отново става национален шампион заедно с "Грасхопър th". През 1984 г. за кратко е треньор на Борусия Дортмунд.
През 1985 г. Кониецка официално сменя името си на „Тимо“, а на 2 август 1988 г. получава швейцарско гражданство. След като завършва кариерата си, той живее в град Брунен близо до Фирвалдщетското езеро, където заедно със съпругата си Клаудия държи къщата за гости „Оксен“.

## Национален отбор
Въпреки високата си резултатност, Кониецка рядко е викан в националния отбор на ФРГ. „Тимо“ има записани 9 мача в които вкарва 3 гола. Има и един мач на Световното първенство по футбол през 1966 година.

## Успехи
(като футболист)
Борусия (Дортмунд):
- Шампион на ФРГ (1): 1963
- Купа на ФРГ (1): 1964/65

Мюнхен 1860:
- Шампион на ФРГ (1): 1965/66

Цюрих:
- Купа на Швейцария (2): 1971/72, 1972/73

(като треньор)
Цюрих:
- Шампион на Швейцария (3): 1973/74, 1974/75, 1975/76
- Купа на Швейцария (3): 1971/72, 1972/73, 1975/76
- Полуфиналист за КЕШ (1): 1976/77

Грасхопър:
- Шампион на Швейцария (1): 1981/82

## Смърт
В последните години от живота си Кониецка страда от рак. В началото на 2012 година той взима решение да си отиде доброволно от живота чрез евтаназия.
Умира на 12 март 2012 года.